# جانغ غن سوك
جانغ جيون سوك (بالهانغل: 장근석، وبالهانجا: 張根碩، ولد في 4 أغسطس 1987)؛ هو ممثل ومغني من كوريا الجنوبية. اشتهر جانغ بدوره في العديد من المسلسلات مثل فيروس بيتهوفن (2008)، وأنت جميلة (2009)، وماري قضت ليلتها بالخارج (2010)، ومطر الحب (2012)، والرجل الجميل (2013).

## قائمة الأعمال

### مسلسلات ويب
| عام  | عنوان         | الدور   | الشبكة      | المراجع |
| ---- | ------------- | ------- | ----------- | ------- |
| 2023 | سجلات الجريمة | غوو هان | كوبانغ بلاي | [ 5 ]   |

## روابط خارجية
- جانغ جيون سوك على موقع IMDb (الإنجليزية)
- جانغ جيون سوك على موقع ميوزك برينز (الإنجليزية)
- جانغ جيون سوك على موقع أول ميوزيك (الإنجليزية)
- جانغ جيون سوك على موقع ديسكوغز (الإنجليزية)
- جانغ جيون سوك على موقع قاعدة بيانات الفيلم (الإنجليزية)
- جانغ جيون سوك على موقع كينوبويسك (الروسية)